# حافلة التدريب

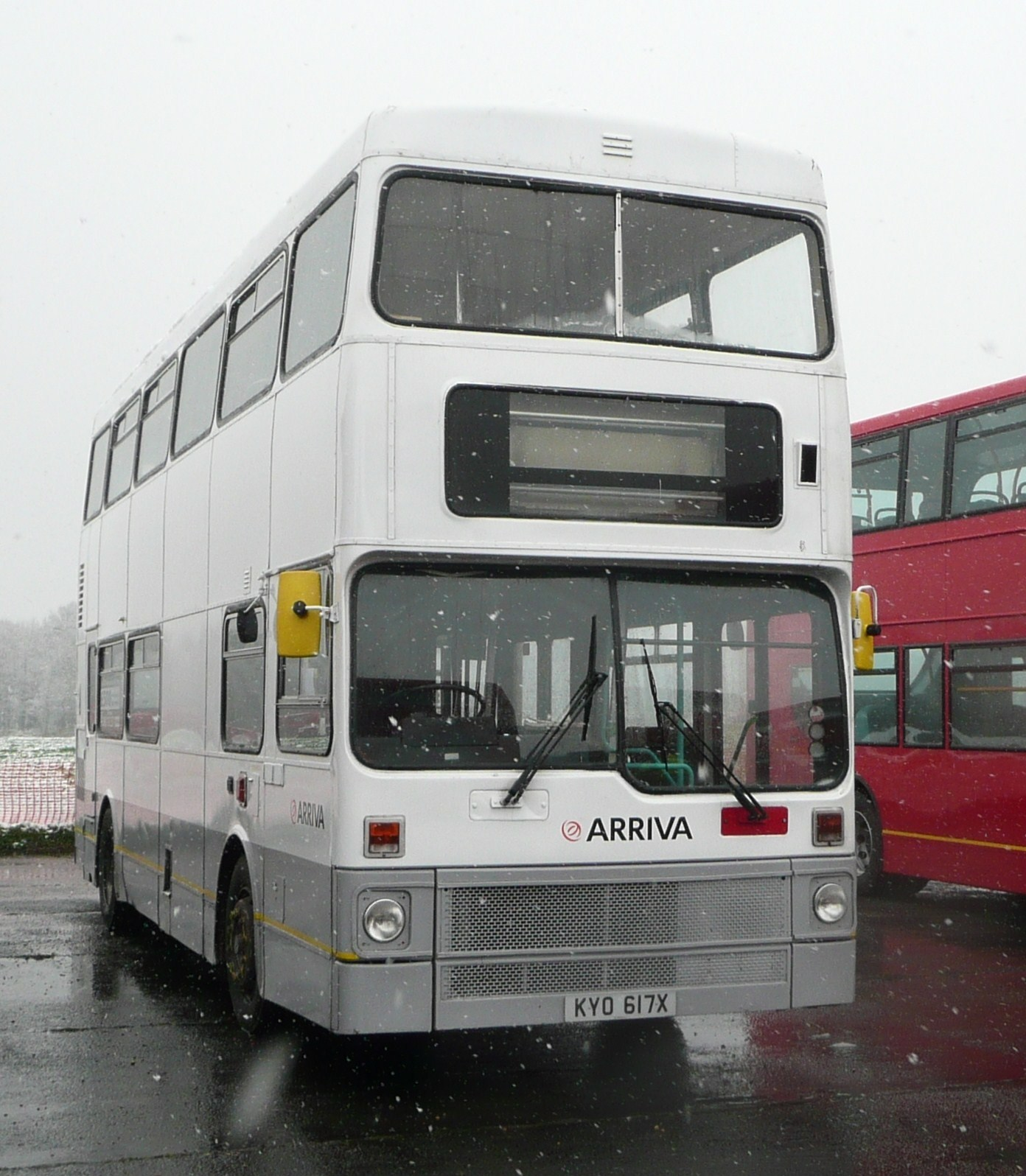
حافلة تدريب Arriva UK

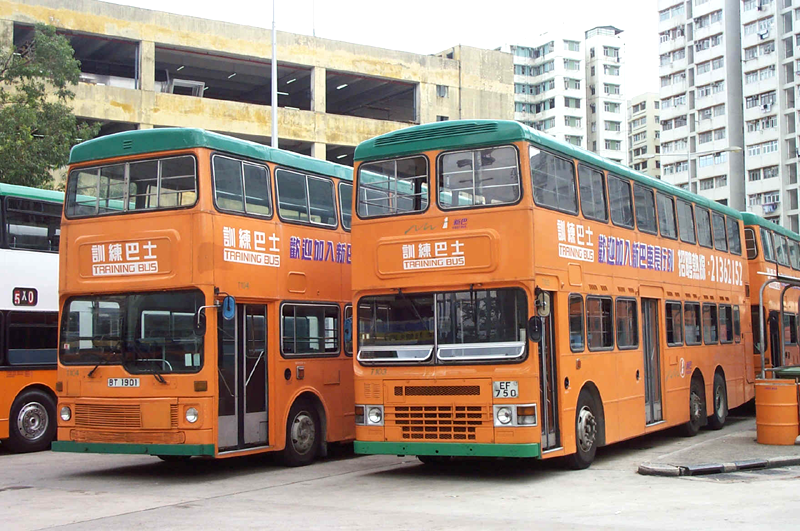
حافلتان للتدريب من New World First Bus في هونغ كونغ.

حافلة التدريب هي نوع خاص من الحافلات أو الحافلات السياحية يستخدمها مشغلي الحافلات لصقل مهارات سائقي الحافلات والشخص الذي يتعلم قيادة الحافلات. تعتبر قيادة حافلة التدريب على الطرقات جزء مهم لتدريب القيادة حيث ان تدريب مهارة القيادة لديك هي الأكثر عملية.
وعادة ما تكون حافلة التدريب حافلة تقاعدت من الأسطول الذي يخدم الركاب. قد ترغب بعض شركات الحافلات في إعادة طلاء الحافلة مع كبد خاص لحافلة التدريب بعد تقاعد الحافلة من أسطول خدمة الركاب، والذي عادة ما يكون أبيض أو نسخة أكثر وضوحًا من livery العادية للشركة. وقد تقوم بعض شركات الحافلات أيضا بإزالة معظم المرافق (مثل مقاعد الركاب) من حافلة التدريب، بحيث يمكن تركيب هذه المرافق على بعض الحافلات الأحدث. في حافلة التدريب، عادة ما يكون هناك مقعد آخر لمدرب القيادة (المدرب) بجوار مقعد السائق. وهذا يسمح للمدرب بمراقبة كيفية قيادة المتدرب وإعطاء التعليمات المناسبة عند الضرورة. قد يكون لديهم أيضا فرملة اليد منفصلة أو القدم التي تعمل الفرامل من أجل إبطاء أو وقف الحافلة.

## هونج كونج
يحظى استخدام حافلات التدريب بشعبية عالية لا سيما بين شركات هونج كونج للحافلات المتميزة. في هونغ كونغ، تُعرف حافلات التدريب باللغة الصينية باسم "訓練巴士" (بينيين: Xûn liàn bā Shi). وحافلات التدريب المستخدمة في هونغ كونغ، مثل تلك المستخدمة في حافلات كولون للسيارات، هي عادة حافلات أقدم وتقاعدت من أسطولها الرئيسي للحافلات، وبالتالي لا تستخدم إلا لأغراض التدريب وليس لخدمات الركاب. ومع ذلك، بالنسبة للتدريب على الطرق وغيرها من التدريبات على تحسين الخدمات أو السلامة، يمكن استخدام الحافلات في الخدمة.

## اماكن أخرى
وعلى النقيض من ذلك، قد تستخدم ولايات قضائية أخرى حافلات الخدمة الفعلية للتدريب؛ سيكون هذا في أوقات الخدمة غير الذروة عندما تتوفر المزيد من الحافلات. قد يتم تعيين علامة الرأس لقراءة 'التدريب'، وعلامة شنت في الجزء الخلفي كذلك.

### تورنتو
وتستخدم لجنة تورونتو للنقل العابر حافلات التدريب على الطرق العادية أو الطرق مع لافتة تعرض الحافلة كحافلة تدريبية للتدريب على الحياة الحقيقية للسائقين الجدد. لن تكون الحافلة في الخدمة وسوف تتوقف لفترة وجيزة فقط في محطات الحافلات المختارة.